# Качковский, Сигизмунд
Сигизмунд (Зигмунд) Качковский (пол. Zygmunt Kaczkowski; 2 мая 1825, Каменка Волошская (ныне несуществующее село на территории Львовского района Львовской области Украины) — 7 сентября 1896, Париж) — известный галицийско-польский прозаик, публицист и поэт, деятель национально-освободительного движения XIX века, впоследствии провокатор и платный агент австрийских властей.

## Биография
Представитель шляхетского рода герба Помян. Родился в семье управляющего имением графа А. Фредро, питавшего демократические симпатии, за которые подвергался преследованию австрийского правительства.
Посещал лекции по философии и филологии в университетах Львова, затем Вены и Лейпцига.
Увлекся революционными идеями и в 1845 г. вместе с отцом принял участие в Краковском восстании. После его поражения схвачен и доставлен крестьянами австрийским властям, заключен в тюрьму на два года. В июне 1847 г. приговорен к смертной казни. От смерти его спасла революция 1848 года в Венгрии. События 1848 г. привели к его освобождению, но пребывание в тюрьме и, особенно, «Галицийская резня», сильно повлияли на политические взгляды С. Качковского — он вышел из неё консерватором.
В 1855 г. выехал в Париж, но через три года вернулся в Галицию во Львов.
В своих исторических повестях Качковский живыми красками рисовал веселую, беззаботную, шальную и разгульную жизнь галицийских дворян в конце XVII и начале XVIII веков, когда пиры, свадьбы, съезды, судебные процессы, поединки, распри, часто решаемые настоящими битвами, и, наконец, междоусобная война между разными политическими партиями составляли главное занятие дворянского сословия. В его современных повестях, приуроченных почти без исключения к событиям 1840-х годов, Качковский является аристократом-прогрессистом, католиком и проповедником «органического» труда, имеющего целью возродить польский народ путём стремления к постепенному материальному развитию. В 1850-х годах его романы пользовались громадной популярностью, не столько в силу своих литературных достоинств, сколько потому, что автор умел отразить в них все считавшееся самым разумным в среде большинства тогдашнего интеллигентного общества. Но демократические идеи все больше и больше находили себе поклонников среди поляков, наделение крестьян землею изменило условия жизни дворян — и Качковский быстро перешёл в разряд тех знаменитостей, которых все знают, но которых никто больше не читает.
В 1861 году во Львове он начал издавать газету «Голос» (пол. «Głos»), на страницах которой напечатал воззвание Агатона Гиллера «Послание ко всем соотечественникам на польских землях», за что был обвинен властями Австро-Венгрии в государственном преступлении, его издание было закрыто, а сам он попал в тюрьму. В октябре 1861 г. Качковский был приговорен к семи годам строго тюремного заключения, но уже в декабре 1862 г. помилован указом императора Франца Иосифа I.
Принимал участие в январском польском восстании 1863 г.
В ноябре того же года была перехвачена зашифрованная правительственная депеша из Львова в Вену, из содержания которой стало понятно, что Сигизмунд Качковский является тайным агентом австрийских властей. 21 января 1864 года состоялся тайный общественный суд, приговорившие его к лишению дворянской чести и изгнанию, однако Национальное правительство, руководившее восстанием — решение суда не утвердило. Вскоре Качковский отправился в Париж и там сделал дипломатическую карьеру, занялся финансовыми операциями, на которых приобрел значительное состояние. Был награждён орденом Почётного легиона.
Только в последние годы жизни он снова вернулся к литературе, но без особенного успеха.
В 1920 г. на основании архивных материалов было установлено, что С. Качковский действительно был тайным платным австрийским агентом, продолжавшим заниматься своей деятельностью не только в Галиции и Вене, но и во Франции. Его деятельность привела к ликвидации галицийской повстанческой организации, в результате чего был арестован ряд активных заговорщиков. Январское польское восстание, тем самым, утратило возможность опоры на общественные силы в Галиции.
Умер в Париже и похоронен на кладбище  в Монморанси.

## Творчество
В начале творчества писал патриотические стихи (в том числе в тюрьме). Затем опубликовал положительно отмеченные критиками рассказы и романы на исторические и моральные темы.
Собрание сочинений С. Качковского, в которое вошли далеко не все его романы, было издано в Варшаве в 1874—1875 г. Из исторических сочинений автора самое важное — «Kobieta w Polsce», написанное в начале 1850-х годов, но изданное в Санкт-Петербурге только в 1895 г., в котором он излагает свой взгляд на положение женщины в Польше, начиная с древнейших времен.
С. Качковский стоял на религиозной и консервативной точке зрения и осуждал стремление женщин к эмансипации. Подвергал критике творчество Г. Сенкевича, с которым пытался конкурировать.

## Избранные произведения
Повести и рассказы из цикла Последний из Нечуев (пол. Ostatni z Nieczujów):
- «Bitwa o chorążankę»
- «Kasztelanice Lubaczewscy»
- «Pierwsza wyprawa pana Marcina»
- «Gniazdo Nieczujów»
- «Swaty na Rusi»
- «Murdelio»
- «Mąż szalony»
- «Grób Nieczui»

Другие произведения:
- «Olbrachtowi rycerze»
- «Starosta Hołobucki»
- «Wasi ojcowie»
- «Bracia ślubni»
- «Anuncjata»
- Moj pamiętnik z lat 1833—1843 (1899).